# Флоренс Форесті
Флоренс Форесті́ (фр. Florence Foresti; нар. 8 листопада 1973, Венісьє, деп. Рона, Франція) — французька комедійна акторка, сценаристка.

## Біографія
Народилася 8 листопада 1973 року в місті Венісьє у Франції, неподалік від Ліона, в італійській сім'ї. Її батько — підприємець компанії LTI Bourgogne, мати — офісний працівник. Більшу частину свого дитинства Флоренс провела в місті Бриньє. «Я залишалася маленькою дівчинкою без історій до 8 років, але раптом стала перетворюватися на шибеника, ватажка банди», — говорить про себе Флоренс. Її старша сестра Клер (нар. 1971) керує масажним кабінетом.
Закінчивши англійський ліцей Сен-Жюст (фр. Lycée de Saint-Just) з літературним ухилом в Ліоні, Флоренс поступила до школи кіно і відео (ARFIS). До її закінчення вона проходила стажування в програмі Таласса (фр. Thalassa) на телеканалі France 3.
У двадцять років Флоренс Форесті приєдналася до курсу класичного театру в Ліоні, який покинула через два дні. Потім підробляла касиром в Декатлоні та стала службовцем в аудіовізуальному відділі Électricité de France (EDF) де з часом стала дизайнером комп'ютерної графіки.
Кар'єру театральної акторки Флоренс Форесті почала в 1993-у році, а через 10 років потому, у 2003-му, вона почала зніматися в кіно. У 2005–2012 роках виступила сценаристом кількох відеофільмів та повнометражної кінокомедії «Голліву» (2011).
У жовтні 2015 року Флоренс Форесті було оголошено ведучою-розпорядником 41-ї церемонії французької національної кінопремії «Сезар» 2016 року.

## Особисте життя
У 2000-х роках впродовж 3-х років Флоренс перебувала у фактичному шлюбі з чоловіком, на ім'я Жульєн, від якого має доньку Тоні (нар. 10.07.2007).

## Фільмографія
| Рік       |    | Українська назва               | Оригінальна назва                | Роль                                             |
| --------- | -- | ------------------------------ | -------------------------------- | ------------------------------------------------ |
| 2003—2006 | с  |                                | 20h10 pétantes                   | Кім                                              |
| 2006      | ф  | Діккенек                       | Dikkenek                         | Лоренс                                           |
| 2006      | мф | Гроза мурашок                  | The Ant Bully                    | Крела, професор (французька версія), озвучування |
| 2007      | ф  | Воно того не варте             | Détrompez-vous                   | Бріжит                                           |
| 2007      | ф  | Якщо це був він...             | Si c'était lui...                | Розелін                                          |
| 2008      | ф  | Кожен хоче кохати              | Mes amis, mes amours             | Софі                                             |
| 2009      | ф  | Королівський спадок            | King Guillaume                   | Магалі Брунель                                   |
| 2011—2012 | с  | Коротше                        | Bref                             |                                                  |
| 2011      | ф  | Голліву                        | Hollywoo                         | Жанна                                            |
| 2013      | ф  | Париж за всяку ціну            | Paris à tout prix                | Гігі                                             |
| 2014      | мф | Астерікс: Земля Богів          | Astérix: Le domaine des dieux    | Бонемін, озвучування                             |
| 2014      | ф  | Барбекю                        | Barbecue                         | Олівія                                           |
| 2015      | мф | Маленький принц                | The Little Prince                | мати (французька версія), озвучування            |
| 2016      | ф  | Божевільна історія Макса і Лео | La folle histoire de Max et Léon |                                                  |
| 2016      | ф  | Не гальмуй                     | À fond                           | капітан Петон                                    |

## Визнання
У липні 2011 року Флоренс Форесті нагороджена французьким орденом Мистецтв та літератури (Кавалер).
| Рік                | Категорія                 | Номінант      | Результат |
| ------------------ | ------------------------- | ------------- | --------- |
| Кришталевий глобус |                           |               |           |
| 2010               | Найкращий сольний концерт | Твою матір    | Перемога  |
| 2015               | Найкращий сольний концерт | Мадам Форесті | Перемога  |
| Премія Мольєра     |                           |               |           |
| 2015               | Найкращий сольний концерт | Мадам Форесті | Номінація |